# Orietta Lozano
Orietta Lozano, née à Cali en 1956, est une écrivaine et poétesse colombienne.

## Œuvre
- Fuego secreto (1980)
- Memoria de los espejos (1983)
- El vampiro esperado' (1987)
- Antología de Alejandra Pizarnik (essai, 1992)
- Luminar (roman, 1994)
- Antología amorosa (1996)
- El solar de la esfera (2002)
- Agua ebria (2005)
- Peldaños de agua (2010)
- Resplandor del Abismo (2011)
- Albacea de la Luz (2015)

## Récompenses
- 1986 : prix national de poésie Eduardo Cote Lamus
- 1992 : prix national de poésie Aurelio Arturo
- 1994 : premio mejor poema erótico colombiano Casa de Poesía Silva